# De djävulska (bok)
De djävulska (franska: Les diaboliques) är novellsamling från 1874 av den franske författaren Jules Barbey d'Aurevilly. Den består av sex noveller som alla handlar om kvinnor som begår våldsdåd eller andra brott. Boken gavs ut på svenska 1957 i översättning av Eva Marstrander.
Novellen "Den blodröda gardinen" var förlaga till en film från 1952 med samma titel med Anouk Aimée i huvudrollen. Filmen tilldelades Louis Delluc-priset.

## Innehåll
- "Le Rideau cramoisi"
- "Le Plus Bel Amour de Don Juan"
- "Le Bonheur dans le crime"
- "Le Dessous de cartes d'une partie de whist"
- "À un dîner d'athées"
- "La Vengeance d'une femme"